# 牧野忠訓
牧野 忠訓（まきの ただくに）は、越後長岡藩の第12代藩主。長岡藩系牧野家宗家13代。

## 生涯

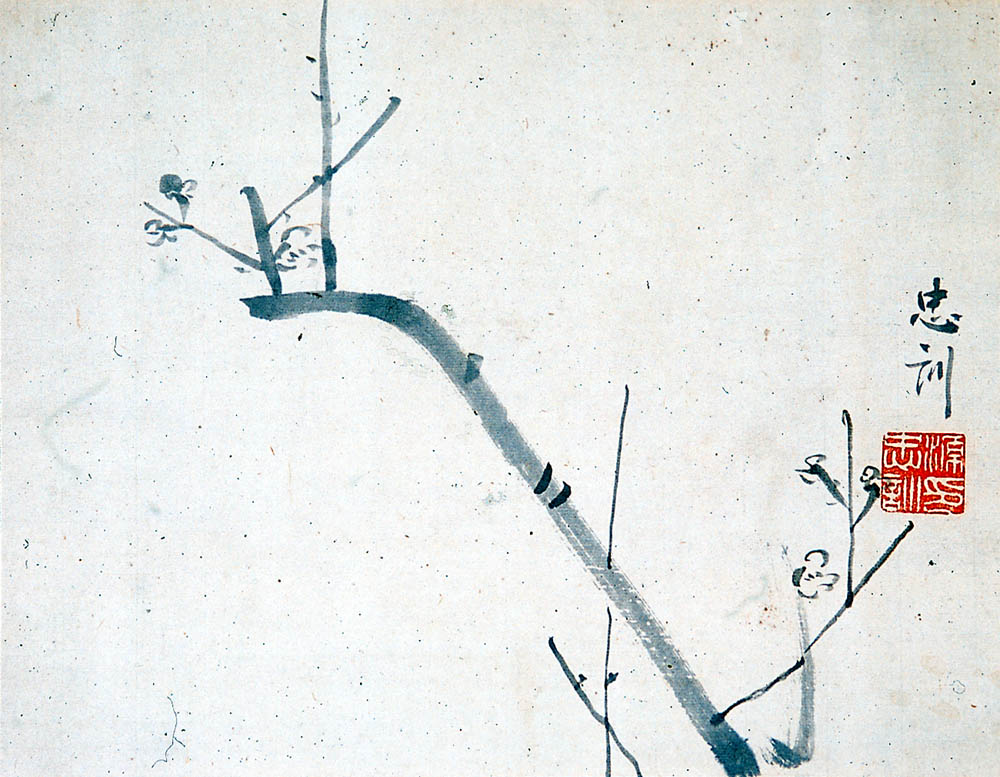
牧野忠訓画『梅之絵』。長岡市立中央図書館所蔵。

天保15年（1844年）8月15日、丹後宮津藩主・松平宗秀の四男として江戸で生まれる。安政5年（1858年）12月、長岡藩の第11代藩主・牧野忠恭の養嗣子となり、文久元年（1861年）12月に従五位下、玄蕃頭に叙任する。慶応3年（1867年）7月11日、忠恭が隠居したため家督を継ぎ、駿河守に転任する。養父同様、忠訓も家老格の河井継之助に厚い信任を置き、藩の財政・軍制改革や民政などは全て河井に任せていた。
慶応4年（1868年）、戊辰戦争が起こると、忠訓は河井と共に戦争回避のため、奥羽越列藩同盟と新政府の双方と距離を置きながら、公武調和の建言書を新政府に提出する。さらに河井自身は新政府の北越平定軍に乗り込んで停戦を求めたが、これらは全て新政府によって握りつぶされた。このため忠訓は5月4日、河井と共に奥羽越列藩同盟に参加して新政府軍と戦うことになる。榎峠の戦いで河井の指揮の前に新政府軍は一時圧倒されるが、結局圧倒的な物量を誇る新政府軍の前に敗れ、5月19日に長岡城は落城し、忠訓は忠恭らと共に会津に逃れた。
しかし7月24日、河井率いる長岡藩兵が沼沢地八丁沖を渡るという奇襲作戦で、長岡城を再び奪還した。ところがこの奇襲作戦で河井が重傷を負ったため、長岡軍の士気は著しく低下し、7月29日には再び新政府軍によって長岡城は奪われた。忠訓や河井らは会津に逃れたが、ここで河井は傷がもとで死去した。そして忠訓も陸奥仙台藩に逃れた末の9月23日に、新政府軍に降伏した。
新政府に逆らった逆賊として、忠訓は謹慎処分に処された上、長岡藩は所領、官位共に没収とされてしまった。しかし牧野氏が名族であることも考慮され、明治元年12月22日（1869年2月3日）に忠訓は藩主の座を廃され、代わって忠恭の四男・忠毅を藩主として2万4000石に減知の上で存続を許された。
明治2年（1869年）9月に罪を許されて謹慎を解かれた。その後は観山と号した。明治5年（1872年）には従五位に復することも許された。明治8年（1875年）6月16日、長岡で死去した。享年32。

## 系譜
父母
- 松平宗秀（実父）
- 大久保偶子 - 大久保忠真の七女（実母）
- 牧野忠恭（養父）

正室
- つね子 - 牧野忠恭の娘

養子
- 牧野忠毅 - 忠恭の四男